# 과달카날주
과달카날주(Guadalcanal Province)는 솔로몬 제도 중부에 위치한 주로, 과달카날섬을 포함한다. 주도는 호니아라(솔로몬 제도의 수도이기도 함)이며 면적은 5,336km2, 인구는 60,275명(1999년 기준)이다. 참고로 호니아라는 1983년 이래로 과달카날주에 속하지 않고 독립된 행정 구역으로 존재한다.

과달카날섬은 솔로몬 제도에서 가장 큰 섬이다.